# Chicago (glasbena skupina)
Chicago je ameriška rock skupina, ustanovljena leta 1967 v Chicagu, Illinois, pod imenom Chicago Transit Authority, leta 1969 pa so ime skrčili. Samoopisana »rokenrol skupina s trobili« je pričela s snovanjem politično angažirane rock glasbe, kasneje pa se je približala mehkejšemu zvoku in ustvarila nekaj hit balad. Skupina je stalno nizala hite v 70. in 80. letih dvajsetega stoletja in velja za eno najdlje delujočih ter najuspešnejših rock skupin, pa tudi za eno komercialno najuspešnejših skupin vseh časov. Septembra 2008 je revija Billboard uvrstila Chicago na 13. mesto lestvice najboljših stotih izvajalcev vseh časov po uspehu na lestvici Billboard Hot 100, oktobra 2015 pa na 8. mesto iste lestvice. Revija Billboard je oktobra 2015 uvrstila Chicago tudi na 9. mesto lestvice stotih najuspešnejših izvajalcev po uspehu na lestvici Billboard 200. Leta 1971 so bili Chicago prvi rock izvajalec, ki je razprodal Carnegie Hall za ves teden.
Do danes je skupina v ZDA prodala več kot 40 milijonov nosilcev zvoka s 23 zlatimi, 18 platinastimi in 8 večkratno platinastimi albumi. Imela je pet zaporednih prvouvrščenih albumov na lestvici Billboard 200 in 20 top 10 singlov na lestvici Billboard Hot 100. Leta 2016 je bila skupina uvrščena v Hram slavnih rokenrola. Leta 2017 so bili ustanovni člani skupine Peter Cetera, Robert Lamm in James Pankow za svoja prizadevanja pri pisanju skladb skupine Chicago sprejeti tudi v Hram slavnih tekstopiscev.

## Zgodovina

### The Big Thing
Skupina, danes znana kot Chicago, je z delovanjem pričela 15. februarja 1967 na sestanku saksofonista Walterja Parazaiderja, kitarista Terryja Katha, bobnarja Dannyja Seraphina, trombonista Jamesa Pankowa, trobentača Leeja Loughnana in klaviaturista/pevca Roberta Lamma. Pred tem so Kath, Parazeider in Seraphine igrali v dveh skupinah: Jimmy Ford and the Executives in Missing Links.:29–49 Parazeider, Pankow in Loughnane so se prvič srečali kot študentje na DePaul University.:48–49 Lamm, študent na Roosevelt University, je prej igral v skupini Bobby Charles and the Wanderers.:49 Sekstet se je poimenoval kot The Big Thing in najprej v nočnih klubih v Chicagu izvajal top 40 hite. Kmalu je zasedba spoznala, da potrebujejo tenorista, ki bi dopolnjeval baritonista Lamma in Katha ter bas kitarista, ker Lamm na orgelskih bas pedalih ni prispeval zadostnega basovskega zvoka. Konec leta 1967 je bil tako v skupino povabljen lokalni tenorist in bas kitarist Peter Cetera.:58–59

### Chicago Transit Authority in prvi uspehi
Dosegli so nekaj uspeha z izvajanjem priredb, medtem pa so pričeli tudi z ustvarjanjem lastnih avtorskih skladb. Junija 1968 se je skupina na željo managerja Jamesa Williama Guercie preselila v Los Angeles, Kalifornija, sklenila pogodbo z založbo Columbia Records in se preimenovala v Chicago Transit Authority. V času rednega nastopanja v nočnem klubu Whisky a Go Go v West Hollywoodu je skupina postala bolj izpostavljena znanim glasbenim izvajalcem tistega časa. Kasneje so postali predskupina Janis Joplin in Jimija Hendrixa.:77–78,106–107 Biografu skupine Williamu Jamesu Ruhlmannu je Walt Parazaider dejal, da mu je Jimi Hendrix nekoč dejal: »Jeez, vi trobilci ste kot en komplet pljuč in vaš kitarist je boljši od mene.«
Prva plošča skupine, ki je izšla aprila 1969, Chicago Transit Authority, je dvojni album, kar je precej redko za debitantski album. Album se je uvrstil na 17. mesto lestvice Billboard 200,, do leta 1970 je bilo prodanih milijon izvodov albuma, ki je tako postal platinast. Album vsebuje nekaj pop-rock skladb, kot so »Does Anybody Really Know What Time It Is?«, »Beginnings«, »Questions 67 and 68« in »I'm a Man«, ki so kasneje izšle kot singli. Za ta album je bila skupina nominirana za grammyja za najboljšega novega izvajalca.
Po pripovedovanju Cetere bi morala zasedba nastopiti na Woodstocku, vendar je promotor Bill Graham, s katerim je skupina imela sklenjeno pogodbo, skupini v dnevu, ko bi morali nastopiti na Woodstocku, naprtil igranje v Fillmore Westu, in tako preprečil njihov nastop na Woodstocku. Tako je namesto Chicaga na Woodstocku nastopila Santana, katere menedžer je takrat bil Graham. Kasneje se je izkazalo, da je bil nastop na Woodstocku prelomen za Santano. Leto kasneje, ko je potreboval zamenjavo za zvezdo večera Joeja Cockerja in kasneje njegovo menjavo Jimija Hendrixa, je Graham za nastop v Tanglewoodu prijavil Chicago in s tem poskrbel za njihov »vrhunski« nastop.
Po izdaji debitantskega albuma je skupina skrčila svoje ime na »Chicago«, da bi se tako izognila morebitnim zapletom z istoimenskim podjetjem.

### 70. leta:Chicago
Leta 1970 je skupina izdala drugi album z naslovom Chicago (znan tudi kot Chicago II), ki je prav tako dvojni album. Osrednja skladba albuma je sedemdelna 13-minutna suita Pankowa z naslovom »Ballet for a Girl in Buchannon«. Suita je proizvedla dva top 10 hita: »Make Me Smile« (9. mesto) in »Colour My World«, ki ju je odpel Kath. Med drugimi skladbami z albuma so še Lammova dinamična, vendar skrivnostna »25 or 6 to 4« (prvi top 5 hit skupine), naslov katere namiguje na skladatelja, ki poskuša pisati 25 ali 26 minut pred 4. uro zjutraj,:109 zapel pa jo je Cetera; daljša protivojna pesem »It Better End Soon«; na koncu pa še Ceterova »Where Do We Go from Here«, ki jo je navdihnil prvi pristanek na Luni. Notranji ovitek vsebuje seznam skladb, celotno besedilo pesmi »It Better End Soon« in dve izjavi: »Ta trud je treba zaporedoma upoštevati« in »S tem albumom posvečamo sebe, našo prihodnost in našo energijo ljudem revolucije. In revoluciji v vseh njenih oblikah.« Album je bil komercialno uspešen in se je povzpel na 4. mesto lestvice Billboard 200, ter leta 1970 pridobil zlat certifikat s strani Recording Industry Association of America (RIAA), leta 1991 pa platinastega. Skupina je bila nominirana za dva grammyja, za album leta in najboljšo vokalno pop izvedbo dueta ali skupine.
Chicago III, še en dvojni album, je izšel leta 1971 in dosegel 2. mesto lestvice Billboard 200. Z albuma sta izšla dva singla: »Free« iz Lammove »Travel Suite«, ki je dosegel 20. mesto lestvice Billboard Hot 100; in »Lowdown«, ki sta ga napisala Cetera in Seraphine, dosegel pa je 40. mesto lestvice singlov. Album je februarja 1971 prejel zlat certifikat in platinastega v novembru 1986.
Skupina je v 70. letih povprečno izdala album na leto. V tem času so imena albumov skupine vsebovala ime skupine z rimsko številko, ki je označevala za kateri album skupine po vrsti gre. Izjeme tega so četvorni album v živo Chicago at Carnegie Hall, dvanajsti album Hot Streets in z arabsko številko označen album Chicago 13. Album v živo ni bil oštevilčen, so pa zato vsebujoče štiri plošče označeni z volumi I do IV.
Leta 1971 je skupina izdala četvorni album v živo Chicago at Carnegie Hall, ki vsebuje žive posnetke, večinoma skladb s prvih treh albumov skupine, ki jih je skupina posnela med svojim tedenskim angažmajem v Carnegie Hallu. Chicago so bili prva rock skupina, ki je za cel teden razprodala Carnegie Hall, album v živo pa je izšel v počastitev tega dosežka. Poleg štirih vinilnih plošč, je paket albuma vseboval nekaj političnih sporočil "Mi [mladi] lahko spremenimo Sistem", vključno s plakati in informacijami o registraciji volivcev. Album je takoj prejel zlat certifikat, kasneje pa je postal večkrat platinast. William James Ruhlmann je o tem albumu dejal, da gre morda za najbolje prodajani set rock skupine. Album je ta rekord držal 15 let. Skupina je v istem času prejela še nagrado 1972 Trendsetter Award s strani revije Billboard. Kot je dejal bobnar Danny Seraphine, je vzrok dejstva, da nobeden od prvih štirih albumov skupine ni izšel na enojni plošči, v produktivni ustvarjalnosti in dolžini jazz rock skladb.
Leta 1972 je skupina izdala prvi enojni album, Chicago V, ki je dosegel vrh tako pop kot jazz lestvice Billboard. Album vsebuje single »Saturday in the Park«, ki jo je napisal Robert Lamm, in katera meša vsakdanje življenje ter politiko na bolj subtilen način. Single je dosegel v začetku leta 1972 dosegel 3. mesto lestvice Billboard Hot 100. Drugi single, »Dialogue (Part I & II)« je prav tako skomponiral Lamm, vsebuje pa glasbeno »debato« med političnim aktivistom (vokal Kath) in študentom (vokal Cetera). Single je dosegel 24. mesto lestvice Billboard Hot 100.
Ostali albumi in singli so sledili v vsakem od naslednjih let. Chicago VI, ki je izšel leta 1973, je bil prvi album skupine, pri snemanju katerega je sodeloval brazilski jazzovski tolkalist Laudir de Oliveira, in prvi na katerem je Cetera prevzel vlogo glavnega vokalista. Po podatkih Ruhlmanna je de Oliveira sodeloval pri tem albumu kot studijski glasbenik, uradni člasn skupine pa je postal leta 1974. Chicago VI je vseboval dva top 10 singla, »Just You 'n' Me«, ki ga je napisal Pankow, in »Just Feelin' Stronger Every Day«, ki sta ga napisala Pankow in Cetera. Chicago VII, ki je izšel leto kasneje, je bil še en dvojni album. Z njega so izšli trije singli: »(I've Been) Searchin' So Long«, Jamesa Pankowa, in »Call On Me«, Leeja Loughnana, ki sta se uvrstila v top 10; ter od skupine Beach Boys navdihnjena »Wishing You Were Here«, Petra Cetere, ki se je uvrstila na 11. mesto lestvice. Leta 1975 je izšel Chicago VIII, ki je vseboval politično alegorijo »Harry Truman« (13. mesto) in nostalgično »Old Days« (5. mesto). Skupina se je poleti odpravila na skupno ameriško turnejo z Beach Boysi, s katerimi so nastopali ločeno, na koncu za finale, pa so nastopili skupaj. Albumi Chicago VI, VII in VIII so vsi dosegli vrh lestvice Billboard 200, vsi so prejeli zlate certifikate v letu izdaje, kasneje pa so vsi postali platinasti. Chicago VI je leta 1986 dosegel dvojni platinasti certifikat. Leta 1975 je izšel kompilacijski album Chicago IX: Chicago's Greatest Hits, ki je postal 5. zaporedni album skupine, ki je dosegel 1. mesto lestvice Billboard 200.
Chicago X iz leta 1976 vsebuje Ceterovo balado »If You Leave Me Now«, ki se je na vrhu ameriških lestvic obdržala dva tedna, na vrhu britanskih lestvic pa tri tedne. To je bil prvi single skupine, ki je dosegel prvo mesto, skupini pa je 19. februarja 1977 prinesel tudi edinega grammyja do danes in sicer grammyja za najboljšo vokalno pop izvedbo dueta ali skupine. Single je v letu izdaje prejel tudi zlat certifikat s strani RIAA. Skladba se je le za las znašla na albumu in je bila posneta v zadnjih minutah. Po mnenju Ruhlmanna, je uspeh skladbe zasenčil kasnejše zanašanje na balade. Album je bil komercialno uspešen, dosegel je 3. mesto lestvice Billboard 200 in v istem letu prejel zlat in platinast certifikat, kasneje pa je postal dvakrat platinast ter bil nominiran za grammyja za album leta. 1976 je bilo prvo leto, ko so albumi prejeli platinaste certifikate s strani RIAA. Chicago X je bil za založbo Columbia Records prvi platinasti album, zaradi česar je skupino Chicago nagradila s 25-funtno (prib. 11,3 kg) tablico iz čiste platine, ki jo je naredil Cartier. (Revija Billboard je poročala, da gre za 30-funtno (prib. 13,6 kg) tablico.) Na podelitvi nagrad American Music Awards 31. januarja 1977 je skupina osvojila nagrado za najpopularnejšo pop/rock duet/skupino, eno od sicer dveh nagrad AMA, ki jih je prejela.
Album iz leta 1977, Chicago XI, je vseboval Ceterovo balado »Baby, What a Big Surprise«, ki je dosegla 4. mesto lestvice in je postala zadnji top 10 hit skupine. Chicago XI je bil komerciano uspešen, dosegel je 6. mesto lestvice Billboard 200 in v letu izdaje dosegel platinast certifikat.
Poleg snemanja in koncertiranja v 70. letih je skupina našla čas tudi za nastop v filmu in v nekaterih televizijskih oddajah. Leta 1972 je Guercio produciral in režisiral film Electra Glide in Blue, ki govori o policistu motoristu iz Arizone. Film je izšel leta 1973, zvezda filma je Robert Blake, v filmu pa so nastopili tudi Cetera, Kath, Loughnane in Parazaider. Skupina je tudi prispevala del soundtracka. Debitantski nastop na televiziji je skupina opravila februarja 1973, ko so bili Chicago edini rockovski izvajalec, ki je nastopil v televizijski oddaji o Dukeu Ellingtonu »Duke Ellington ... We Love You Madly« na CBS. Izvedli so Ellingtonovo kompozicijo »Jump for Joy«. Julija 1973 je skupina nastopila v televizijski oddaji Dicka Clarka, Chicago in the Rockies, ki se je odvijala v najbolj gledanem terminu na ABC. Oddaja je bila snemana na Caribou Ranchu, snemalnem studiu izven mesta Boulder, Kolorado, lastnik katerega je bil Guercio. Edini glasbeni gost v oddaji je bil Al Green, ki je bil ocenjen za 1. moškega vokalista leta 1972, revija Rolling Stone pa ga je imenovala za »Rock and roll zvezdo leta«. Tej oddaji je avgusta naslednje leto sledila oddaja Chicago ... Meanwhile Back at the Ranch, ki se je odvijala na ABC. Oddaja je bila posneta na isti lokaciji in zopet jo je produciral Dick Clark. Tokratna glasbena gosta sta bila Anne Murray in Charlie Rich. Clark je zatem produciral še tretjo oddajo s skupino Chicago, Chicago's New Year's Rockin' Eve 1975, ki se je odvijala na ABC 31. decembra 1974. Med glasbenimi gosti so bili tudi The Beach Boys, The Doobie Brothers, Olivia Newton-John in Herbie Hancock. To je bila tretja oddaja »Rockin' Eve«, ki jo je Clark produciral, in je tekmovala s tradicionalno novoletno oddajo Guyja Lombarda, ki je potekala že 45. leto zapored. Clark je upal, da bo »Rockin' Eve« postala vsakoletna oddaja.

#### Smrt Terryja Katha in tranzicija
Leto 1978 se je pričelo z ločitvijo od Guercia. Skupina je svojih zadnjih pet albumov Chicago VI, VII, VIII, X in XI posnela v Guerciovem Caribou Ranchu, kjer je posnela tudi dve televizijski oddaji. V kasnejših letih so člani skupine opisali Guerciov nakup Caribou Rancha, posebej spoznanje, da ima Guercio dovolj denarja za nakup Caribou Rancha, kot glavni razlog razočaranja nad njim kot producentom. Menili so, da jih je finančno izkoristil.:131 23. januarja istega leta je zaradi strela iz pištole, ki jo je, misleč, da ni nabita, vase usmeril in ustrelil, umrl Kath. Po Kathovem pogrebu je člane skupine obiskal Doc Severinsen, ki je bil v tistem času vodja ansambla v oodaji The Tonight Show Starring Johnny Carson, in jih spodbudil naj nadaljujejo s kariero. Po besedah pisatelja Jima Jeroma jih je obisk »vrnil nazaj« in jim pomagal pri sprejetju odločitve za nadaljevanje.
Po avdiciji več kot 30 potencialnih zamenjav za Katha se je skupina odločila za kitarista in kantavtorja Donnieja Dacusa. Skupini se je pridružil aprila 1978 med snemanjem filma Hair, ko je skupina pripravljala album Hot Streets. Energični single »Alive Again« je skupino pripeljal nazaj v top 15. Pankow je single napisal »prvotno kot ljubezensko pesem, vendar celotno kot priznanje Kathovega vodilnega duha, ki sije od zgoraj dol«.
Hot Streets je produciral Phil Ramone. To je bil prvi album skupine, ki ni imel le številke, ampak drugačen naslov, in prvi, naslovnica katerega je vsebovala fotografijo članov skupine, ki jo je posnel Norman Seeff. Ti dve potezi so mnogi razumeli kot znak, da se je skupina po Kathovi smrti spremenila. V določeni meri se je skupina vrnila k stari shemi poimenovanja albumov, čeprav so naslovi albumov sedaj vsebovali predvsem arabske številke, rimske pa manj. Hot Streets je bil 12. album skupine. Dosegel je 12. mesto lestvice Billboard 200 in je bil prvi album skupine, ki se ni uvrstil v top 10. Album je zaznamoval tudi nekakšen odmik od jazz rocka, ki ga je podpiral Kath, proti pop skladbam in baladam. Dacus je ostal v skupini do naslednjega albuma skupine, Chicago 13, ki je izšel leta 1979. Producent albuma je bil zopet Ramone, to pa je bil prvi studijski album skupine brez top 40 hita. Dacus je skupino zapustil po končani promocijski turneji Chicago 13 leta 1980.

### 80. leta: spreminjanje zvoka
Chicago XIV, ki je izšel leta 1980, je trobilsko sekcijo umaknil nekoliko v ozadje, singla z albuma pa se nista uvrstila med top 40. Producent albuma je bil Tom Dowd. Skupini se je priključil nov kitarist Chris Pinnick, ki je s skupino ostal do leta 1985, na sledeči turneji pa se je skupini pridružil tudi saksofonist Marty Grebb. Grebb je predtem igral v skupini The Buckinghams, še prej pa sta s Cetero skupaj igrala v lokalni zasedbi The Exceptions. Album je dosegel 71. mesto lestvice Billboard 200 in ni prejel zlatega certifikata. Zaradi prepričanja, da skupina ne bo nikoli več komercialno uspešna, Columbia Records ni podaljšala pogodbe s skupino in je leta 1981 izdala drugi kompilacijski album skupine Greatest Hits, Volume II (znan tudi kot Chicago XV), s katerim je založba izpolnila pogodbene obveznosti.
V 2. polovici leta 1981 je skupina dobila novega producenta (David Foster), novo založbo (Warner Bros. Records), član skupine pa je postal klaviaturist, kitarist in pevec, Bill Champlin. Skupino sta v tem času zapustila tolkalist Laudir de Oliveira in Marty Grebb. V času Fosterjevega skrbništva nad skupino je bilo manj poudarka na trobilih in več poudarka na močnih baladah, ki so postale značilnost Chicaga 80. let. Novi zvok je skupini prinesel več uspešnih singlov.
Pri naslednjem albumu, Chicago 16, ki je izšel leta 1982, je skupina prvič sodelovala z drugimi skladatelji, za nekatere skladbe pa je Foster v studio pripeljal studijske glasbenike (med njimi člane skupine Toto), in uporabljal novo tehnologijo (sintetizatorje), s čimer je »posodobil« in racionaliziral zvok. Trobilsko sekcijo je porinil še bolj stran in je pri nekaterih skladbah sploh ni uporabil. Skupina se je vrnila na lestvice z balado »Hard to Say I'm Sorry/Get Away«, ki je bila uporabljena v soundtracku filma Summer Lovers. »Hard to Say I'm Sorry«, ki sta ga napisala Cetera in Foster, je bil drugi single skupine, ki je dosegel vrh lestvice Billboard Hot 100 in skupini prinese nominacijo za grammyja za najboljšo vokalno pop izvedbo dueta ali skupine. Album je v letu izdaje prejel tako zlati kot platinasti certifikat in dosegel 9. mesto lestvice Billboard 200.
Chicago 17 iz leta 1984, je postal najbolje prodajani album v zgodovini skupine. Leta 1997 je postal 6x platinast s strani RIAA. Z albuma sta izšla dva top 10 singla: »You're the Inspiration« (avtorja Cetera in Foster) in »Hard Habit to Break« (avtorja Steve Kipner in John Lewis Parker). »Hard Habit to Break« je skupini prinesel še dve nominaciji za grammyja (posnetek leta in najboljšo vokalno pop izvedbo dueta ali skupine). Album je sicer vseboval še dva druga singla: »Stay the Night«, ki sta ga napisala Cetera in Foster (16. mesto) ter »Along Comes a Woman«, ki sta ga napisala Cetera in Mark Goldenberg (14. mesto). Na turneji je skupini kot tolkalist in vokalist pomagal Petrov brat, Kenny Cetera, ki je sicer sodeloval pri snemanju albuma Chicago 17, kjer je prispeval visoke harmonije.
Do leta 1985 se je skupina seznanila z najnovejšim medijem, glasbenim televizijskim programom MTV in izdala videosposte za štiri skladbe. Leta 1985 je skupina prispevala skladbo »Good for Nothing«, ki je izšla na dobrodelnem albumu We Are the World. Kot sodelujoči izvajalci na albumu, je skupina skupaj z ostalimi izvajalci prejela svojo zadnjo nominacijo za grammyja za album leta.
Na podelitvi nagrad American Music Awards, 27. januarja 1986, so Chicago drugič osvojili nagrado za najljubšo pop/rock skupino. To je zadnja nagrada AMA, ki jo je skupina prejela.

#### Odhod Petra Cetere in nadaljnji uspeh
Glavni vokalist skupine, Peter Cetera, je hkrati z delom Chicaga začel še s solo kariero. Skupini je predlagal dogovor, da bi po turnejah imeli premor, da bi se tako lahko osredotočil na solo kariero (podobno kot je Phil Collins delal v skupini Genesis), vendar se člani skupine z dogovorom niso strinjali. Cetera je dokončno zapustil skupino poleti 1985. Kmalu je dosegel vrh lestvice s singloma »Glory of Love« (skladbo iz filma The Karate Kid Part II) in »The Next Time I Fall« (duet z Amy Grant). Med prvih 10 na lestvici sta se uvrstila tudi »One Good Woman« (4. mesto) in duet s Cher, »After All« (6. mesto). Leta 1992 je Cetera izdal svoj četrti studijski album, World Falling Down, ki je vseboval tri hite na lestvicah Adult Contemporary, vključno s singlom »Restless Heart«. Namesto Cetere je član Chicaga postal basist in kantavtor Jason Scheff, sin Presleyjevega basista Jerryja Scheffa. Pred snemanjem novega albuma je skupino zapustil tudi kitarist Chris Pinnick.
Pri zadnjem albumu Chicaga, ki ga je produciral Foster, Chicago 18, je namesto Pinnicka sodelovalo več studijskih kitaristov, od katerih pa nihče ni postal član Chicaga. Album je izšel 29. septembra 1986. Z albuma so izšli tretjeuvrščeni single »Will You Still Love Me?«, top 20 pop skladba »If She Would Have Been Faithful...« ter posodobljena verzija skladbe »25 or 6 to 4« z videospotom. Kmalu po izdaji albuma je skupina medse sprejela kitarista Dawaynea Baileyja, nekdanjega člana Segerjevega Silver Bullet Banda. Bailey in Scheff sta predtem igrala v istih zasedbah in tako je Scheff v času turneje Chicago 18 skupini predstavil Baileyja.
Pri naslednjem albumu, Chicago 19, je skupina zamenjala producenta Fosterja s koproducentoma Ronom Nevisonom, ki je predtem produciral dva albuma zasedbe Heart, in Chas Sandford, ki je sodeloval z Rodom Stewartom in Stevie Nicks. Skupina je zopet dosegla vrh lestvice, tokrat s singlom »Look Away«, ki ga je napisala Diane Warren. To je bil tretji in zadnji single skupine, ki je dosegel vrh lestvice Billboard Hot 100. Skladba je bila kasneje imenovana kot najboljša prvouvrščena skladba lestvice Billboard Hot 100 leta 1989. Z albuma sta izšla še dva top 10 hita, »I Don't Wanna Live Without Your Love« in »You're Not Alone«, ki ju je odpel Champlin, »We Can Last Forever«, ki ga je odpel Scheff in je dosegel 55. mesto lestvice, ter »What Kind Of Man Would I Be?«, ki se je uvrstil na 5. mesto lestvice. Zadnja od teh je bila remiksana za izdajo na kompilacijskem albumu (skupno 20.), Greatest Hits 1982–1989, in je postala hit.

### 90. leta: več sprememb inStone of Sisyphus
Začetek 90. let je prinesel novo kadrovsko spremembo. Prvotni bobnar Danny Seraphine je bil maja 1990 odpuščen iz skupine. Nasledil ga je Tris Imboden, dolgoletni bobnar Kennyja Logginsa, koncertiral pa je tudi s Petrom Cetero. Prvi album, pri katerem je Imboden sodeloval, je bil Twenty 1, ki je dosegel 66. mesto lestvice Billboard 200, na naslovnici pa se je pojavil fragment logotipa skupine. Z albuma je izšel single »Chasin' the Wind«, ki je dosegel 39. mesto lestvice Billboard Hot 100. Twenty 1 je bil zadnji album z originalnim materialom skupine za petnajst let.
23. julija 1992 je skupina dobila svojo zvezdo na Hollywoodski aleji slavnih.
Leta 1993 je skupina posnela 22. album Stone of Sisyphus. Ta album je bil znak skupinine vrnitve k tradicionalnim kompozicijam iz 70. let s poudarkom na trobilski spremljavi. Po reorganizaciji založbe so novi vodje Reprise Records (sedaj članice novo ustanovljene Warner Music Group) zavrnili celoten album. Album je tako petnajst let ostal neobjavljen, razen bootleg posnetkov in internetnih datotek. Ta poteza je prispevala k razhodu z založbo. Razburjen nad zavrnitvijo albuma je Dawayne Bailey izrazil svoje ugovore, skupina pa konec leta 1994 ni podaljšala njegove letne pogodbe. V naslednjih letih je bilo veliko govoric in domnev o dogodkih okrog posnetkov. Nekaj let kasneje se je pojavil namig, da se je vodstvo skupine pogajalo z založbo glede licenciranja obsežnega kataloga skupine, ko pa so se pogajanja ustavila, je založba očitno odvrnila s preklicem projekta. Album je izšel v podaljšani izdaji junija 2008 pri založbi Rhino Records. Prejel je ugodne kritike tako s strani oboževalcev kot kritikov in je dosegel 122. mesto lestvice.
Po koncu turneje 1994 in sklenitvi pogodbe z založbo Giant Records, je leta 1995 skupina izdala album Night & Day: Big Band, ki je vseboval skladbe, ki so jih originalno posneli Sarah Vaughan, Glenn Miller in Duke Ellington. Skupini se je v tem času pridružil kitarist Bruce Gaitsch. Pri albumu je sodelovalo več glasbenih gostov: Paul Shaffer (David Letterman), Joe Perry (Aerosmith) in The Gipsy Kings. Parazaider je kot odločilno potezo za snemanje tega album označil nastop skupine leta 1973 v televizijski oddaji »Duke Ellington ... We Love You Madly«. V začetku leta 1995 je Keith Howland, ki je bil studijski glasbenik v Los Angelesu, postal novi kitarist skupine.
Leta 1998 je skupina izdala Chicago XXV: The Christmas Album, leto kasneje pa album v živo, Chicago XXVI.

### Novo tisočletje
Leta 2000 je skupina licencirala vse posnetke pri založbi Rhino Records, četudi so bili posneti pri založbah Columbia in Warner Bros. Leta 2002 je pri založbi Rhino Records izšla dvojna kompilacija The Very Best of Chicago: Only The Beginning, ki je obsegala posnetke iz celotne kariere skupine. Kompilacija se je uvrstila v top 40. V ZDA je bilo prodanih več kot 2 milijona izvodov albuma. Založba Rhino je pričela izdajati tudi remasterizirane verzije vseh albumov skupine, ki so prvotno izšli pri Columbii.
Ameriški televizijski kanal VH1 je skupino gostil v 133. epizodi 1. sezone serije Behind the Music z naslovom »Chicago: Behind the Music«, ki je potekala 15. oktobra 2000.
V letih 2004, 2005 in 2009 so Chicago imeli skupne turneje z zasedbo Earth, Wind & Fire.
21. marca 2006 je izšel prvi novi studijski album skupine po Twenty 1, Chicago XXX, ki ga je produciral Jay DeMarcus, basist in vokalist country tria Rascal Flatts, dolgoletni ljubitelj Chicaga, na katerega je skupina tudi vplivala. To je bil tudi prvi album skupine, na voljo za digitalni prenos prek spleta. Album je dosegel 41. mesto ameriške lestvice, z njega pa sta izšla dva manjša hita: »Feel« in »Love Will Come Back«. Med turnejo leta 2005 je skupina že izvajala skladbi »Feel« in »Caroline«, ki sta izšli na tem albumu.
Marca, maja in oktobra je skupina več tednov nastopala v hotelu MGM Grand Las Vegas. Julija 2006 je skupina izvedla več koncertov s skupino Huey Lewis and the News.
2. oktobra 2007 je založba Rhino izdala dvojni kompilacijski album The Best of Chicago: 40th Anniversary Edition (Chicago XXXI), ki je vseboval posnetke iz celotne kariere skupine, podoben albumu The Very Best of: Only the Beginning, ki je izšel štiri leta prej.
Leta 2008 je v podaljšanem formatu izšel album Stone of Sisyphus, nekoč znan kot opuščen Chicago XXII, sedaj pa uradno označen kot Chicago XXXII.
Januarja 2009 se je skupini zaradi bolnega Imbodena začasno pridružil tolkalist in bobnar Drew Hester, sicer bobnar skupine Foo Fighters. Po vrnitvi Imbodena je Hester ostal v skupini do konca leta kot tolkalist. Avgusta 2009 je bil Champlin odpuščen iz skupine. Zamenjal ga je z grammyjem nominiran klaviaturist Lou Pardini, ki je sodeloval s Steviejem Wonderjem in zasedbo Santana.

### 2010–danes
Leta 2010 so Chicago imeli skupno turnejo s skupino The Doobie Brothers (kot so jo že imeli v letih 1999, 2008 in kasneje leta 2017). Koncert iz leta 2011 v Chicagu, kjer so se Chicagu na koncu pridružili člani The Doobie Brothers, je posnela televizija HDNet. Skupina se je pojavila tudi v finalu 9. sezone American Idol. 24. julija 2011 je skupina nastopila v Red Rocksu v Koloradu, spremljal pa jo je Koloradski simfonični orkester.
Pri albumu Chicago XXXIII: O Christmas Three je skupina ponovno združila moči s producentom Ramoneom, s katerim je posnela božični album. Kot gostja je sodelovala Dolly Parton, album pa je izšel oktobra 2011. Pred tem je založba Rhino izdala dvojni album Chicago XXXIV: Live in '75 s še neizdanimi živimi posnetki s koncertov v Capital Centru v Largu, Maryland, ki so potekali od 24. do 26. junija 1975. Leta 2012 sta se skupini Chicago in The Doobie Brothers odpravili na še eno skupno turnejo. Hester je zapustil skupino pred začetkom turneje, nadomestil pa ga je najprej tolkalist Daniel de los Reyes, nato pa Danielov brat in nekdanji dolgoletni član Santane, Walfredo Reyes Jr.
Leta 2013 so Lamm, Loughnane, Pankow in Parazaider kot Chicago nastopili v HBO filmu Clear History. V drugi polovici leta 2013 je skupina pričela z izdajanjem singlov novega albuma. Avgusta je izšel »Somethin' Comin', I Know«, septembra »America«, decembra »Crazy Happy« in januarja 2014 »Naked in the Garden of Allah«. Album z naslovom Chicago XXXVI: Now je izšel 4. julija 2014. 25. in 28. januarja 2014 je skupina izvedla dva koncerta s Čikaškim simfoničnim orkestrom. Februarja 2015 je skupina izdala dvojni album v živo, Chicago at Symphony Hall, s posnetki koncertov s Čikaškim simfoničnim orkestrom.
Leta 2015 in 2016 so se Chicago odpravili na še eno skupno turnejo z Earth, Wind & Fire. Leta 2015 je bila skupina uvrščena med nominirance za sprejetje v Hram slavnih rokenrola. Na slovesnosti 8. aprila 2016 je bila v Hram slavnih rokenrola sprejeta prvotna zasedba Chicaga, poleg nje pa so bili sprejeti še N.W.A., Deep Purple, Steve Miller in Cheap Trick. Februarja 2016 je v javnost prišla vest, da se bo prvotni bobnar Chicaga, Danny Seraphine, prvič po več kot 25 letih ponovno pridružil skupini pri sprejetju v Dvorano slavnih. Peter Cetera se sprejetja ni udeležil. Namesto Terryja Katha, je njegovo nagrado prevzela njegova hči Michelle. Julija 2016 je skupina nastopila v televizijski oddaji Greatest Hits na ABC.
Potem ko je zaradi »družinskih zdravstvenih razlogov« maja 2016 za kratek čas zapustil skupino, je 25. oktobra 2016 prišla v javnost vest, da je Jason Scheff po 31 letih zapustil Chicago. Kot polnopravni član ga je nadomestil basist in vokalist Jeff Coffey, ki ga je že prej nadomeščal. Istočasno je polnopravni član skupine postal saksofonist Ray Herrmann, ki je od leta 2005 na turnejah večkrat nadomeščal Parazaiderja, ker je Parazaider prenehal z igranjem na turnejah. Čeprav se Parazaider ni več udeleževal turnej, je ostal član skupine.
Januarja 2017 je CNN predvajala 2-urni biografski dokumentarni film o Chicagu z naslovom Now More Than Ever: The History of Chicago. Režiser filma je bil Peter Pardini, nečak člana skupine Louja Pardinija, film pa je producirala skupina. Film je bil na premieri najvišje ocenjen s strani populacije 25-54 let, na IMDb pa ima oceno 7.1. Dokumentarec je leta 2016 na Mednarodnem filmskem festivalu v Sedoni osvojil nagrado občinstva »Best of the Fest«. Istega leta je na 10. letnem filmskem festivalu v Fort Myers Beachu osvojil nagrado »People's Choice«, Peter Pardini pa je kot režiser prejel nagrado »Rising Star Award«.
22. februarja je bilo objavljeno, da so Cetera, Lamm in Pankow, za svoje zasluge pisanja pesmi skupine Chicago, med nominiranci za sprejem v Dvorano slavnih avtorjev pesmi. Slovesnost je potekala 15. junija 2017 v hotelu Marriott Marquis v New Yorku.
Leta 2017 je uradna spletna stran skupine sporočila, da skupina pripravlja novi album, Chicago XXXVII.
17. septembra 2017 je v rodnem Riu de Janieru za posledicami miokardnega infarkta med koncertom umrl nekdanji tolkalist Chicaga, Laudir de Oliveira.
13. januarja 2018 je z velikim koncertom v Bensalemu, Pensilvanija, pričela skupina novo turnejo.
17. januarja 2018 je bobnar Tris Imboden sporočil novico, da zapušča skupino, da bo tako lahko več časa s svojo družino. 19. januarja je basist in vokalist skupine, Jeff Coffey prek Facebooka sporočil, da tudi on zapušča skupino zaradi napornih terminov koncertov. Skupina je sporočila, da se na mesto bobnarja seli dotedanji tolkalist Walfredo Reyes Jr. Vokalist Neil Donell, član Chicago tribute skupine Brass Transit, je bil izbran za novega glavnega vokalista skupine, kot novi basist pa se je skupini pridružil studijski glasbenik Brett Simons. K tolkalom se je vrnil Daniel de los Reyes.
6. aprila 2018 je skupina izdala set Chicago: VI Decades Live (This is What We Do) s kronologijo živih posnetkov iz celotne zgodovine skupine.
Maja 2018 je bilo objavljeno, da tolkalist Daniel de los Reyes zapušča skupino in bo igral v skupini The Zac Brown Band. 17. maja je skupina na uradni Facebook strani objavila vest, da se jim bo pridružil tolkalist »Ray« Ramon Yslas.
29. junija 2018 je skupina izdala album Chicago II: Live on Soundstage, ki vsebuje koncert iz novembra 2017, ko je skupina izvedla celoten drugi album.
Julija 2018 je skupina posodobila svojo uradno spletno stran, na kateri Parazaider ni bil več naveden kot član skupine, ampak pod rubriko »Poklon ustanovnim članom«. Parazaider se je sicer že prej upokojil od turnej.
26. oktobra 2018 je skupina izdala album Chicago: Greatest Hits Live, ki vsebuje žive posnetke iz PBS serije Soundstage iz leta 2017.

## Logotip
Ko se je skupina preimenovala iz Chicago Transit Authority v Chicago, je posodobila logotip. Navdih zanj je bil logotip Coca-cole, v odnosu s samim mestom Chicago in želja, da bi vizualno presegli individualne identitete članov skupine. Logotip je oblikoval umetniški direktor Columbia Records, John Berg, za vsako naslovnico albuma pa ga je dodelal Nick Fasciano. Berg je o logotipu dejal: »Logotip Chicaga /.../ je iz moje skice dodelal Nick Fasciano.«
Logotip je služil kot glavna vizualna ikona skupine vse od albuma Chicago II naprej. V različnih umetniških oblikah in vizualnih podobah je bil del naslovnice vsakega albuma, razen petnajstega albuma, Greatest Hits, Volume II: na Chicago III se je pojavil kot ameriška zastava, na Chicago V kot del lesa, na Chicago VI kot dolarski bankovec, na Chicago VII kot usnje, na Chicago VIII kot našitek, na Chicago X kot čokolada, na Chicago XI kot zemljevid, na Chicago 13 kot stavba, na Chicago XIV kot prstni odtis, na Chicago 16 kot računalniški silikonski čip, na Chicago 17 kot paket, na Chicago 18 kot mozaik in na Chicago 19 kot akvarel. Naslovnica albuma Chicago IX je karikatura skupine v obliki logotipa.
Serijo naslovnic albumov kot samostojno katagolizirano delo je Paul Nini z ameriškega inštituta grafičnih umetnosti opisal kot »resnični mejnik v oblikovanju naslovnic albumov plošč«. Leta 2013 je bil ikonični status naslovnic skupine razstavljen v umetniškem muzeju v New Yorku, center katere je bilo 95 naslovnic albumov, izbranih iz Bergovega kariernega portfolia. Berg, ki je več kot dvajset let nadzoroval snovanje približno štirinajstih albumov Chicaga, je dejal, da je umetniški uspeh izhajal iz kombinacije »edinstvene situacije« skupine in njegovega položaja v »najboljši možni službi v najboljšem možnem času, v centru grafičnega vesolja«. Leta 1976 je Berg prejel grammyja za najboljšo naslovnico albuma za Chicago X. V karieri je sicer skupno prejel štiri grammyje.
Knjiga Type and Image: The Language of Graphic Design je logotip skupine opisala kot »toplo vernakularno obliko, izvedeno v debelih pisemskih črkah z viktorijanskimi pomiki v slogu športnih ekip in nalepk pomarančnih zabojnikov. V knjigi je omenjeno tudi kulturno in materialno ozdaje mesta Chicago kot navdih za logotip. Avtor je logotip povezal z atmosfero mesta Chicago, pri čemer je citiral prvega menedžerja skupine, Jamesa Williama Guercia, da tiskana beseda ne more dokumentirati prave glasbene izkušnje, da pa najbolj vse skupaj povzame ime Chicago, ker so se v tem mestu vsi člani rodili, šolali in začeli ustvarjati glasbo.

## Člani skupine
Trenutno igrajo v skupini le še trije originalni člani - Robert Lamm, Lee Loughnane in James Pankow.

### Zasedbe
-

## Diskografija

### Oštevilčeni albumi

#### Studijski albumi
| - Chicago Transit Authority (1969) - Chicago (1970) - Chicago III (1971) - Chicago V (1972) - Chicago VI (1973) - Chicago VII (1974) - Chicago VIII (1975) - Chicago X (1976) - Chicago XI (1977) - Hot Streets (1978) - Chicago 13 (1979) - Chicago XIV (1980) | - Chicago 16 (1982) - Chicago 17 (1984) - Chicago 18 (1986) - Chicago 19 (1988) - Twenty 1 (1991) - Night & Day: Big Band (1995) - Chicago XXV: The Christmas Album (1998) - Chicago XXX (2006) - Chicago XXXII: Stone of Sisyphus (2008) - Chicago XXXIII: O Christmas Three (2011) - Chicago XXXV: The Nashville Sessions (2013) - Chicago XXXVI: Now (2014) - Chicago XXXVII: Chicago Christmas (2019) |

| - Chicago IX: Chicago's Greatest Hits (1975) - Greatest Hits, Volume II (1981) - Greatest Hits 1982–1989 (1989) - The Heart of Chicago 1967–1997 (1997) - The Heart of Chicago 1967–1998 Volume II (1998) - The Very Best of Chicago: Only the Beginning (2002) - The Box (2003) - Love Songs (2005) - The Best of Chicago: 40th Anniversary Edition (2007) - Chicago Collectors Edition (2013) | - Chicago at Carnegie Hall (1971) - Chicago XXVI: Live in Concert (1999) - Chicago XXXIV: Live in ‘75 (2011) |

### Ostali albumi
| - If You Leave Me Now (1983) - The Ultimate Collection (1984) - Take Me Back to Chicago (1985) - Group Portrait (1991) - Overtime (1995) - 25 Years of Gold (1995) - The Very Best of Chicago (1997) - The Heart of Chicago - 30th Anniversary 1967-1981 (1997) - The Heart of Chicago - 30th Anniversary 1967-1981, Volume II (1997) - The Heart of Chicago - 30th Anniversary 1982-1997 (1998) - The Heart of Chicago - 30th Anniversary 1982-1997, Volume II (1998) - Chicago: Greatest Hits Live (2018) | - Live in Japan (1972) - Chicago Transit Authority Live in Toronto (1978) - Chicago: Live at Budokan (1993) - Chicago at Symphony Hall (2015) - Chicago: VI Decades Live (This is What We Do) (2018) - Chicago - Chicago II Live on Soundstage (2018) - Live Broadcast - 20th May 1977 Nassau Coliseum, New York (2018) - Chicago: Greatest Hits Live (2018) |

## Videografija
- Chicago: And the Band Played On (1992, Warner Reprise Video)[211]
- Chicago: In Concert at the Greek Theater (1993, Warner Reprise Video)[212][213]
- Soundstage Presents Chicago - Live In Concert (2004, Koch Vision)[214]
- Chicago and Earth, Wind & Fire Live at the Greek Theater (2004, Image Entertainment)[215]

## Film in televizija

### Kot glavni dejavnik
- Chicago in the Rockies (1973, ABC TV oddaja)[67]
- Chicago ... Meanwhile Back at the Ranch (1974, ABC TV oddaja)[68]
- Chicago's New Year's Rockin' Eve 1975 (31. december 1974, ABC TV oddaja)[69]
- ABC In Concert (1992, dvodelna TV oddaja)[216][217][218]
- "Chicago: Behind the Music #133" (2000, VH1 dokumentarna oddaja)[120]
- Now More Than Ever: The History of Chicago. (2016, dokumentarni film)[163][164]

### Ostalo
- Duke Ellington ... We Love You Madly (1973, CBS TV oddaja)[64][66]
- Electra Glide in Blue (1973, film)[63]
- Clear History (2013, HBO film[145]
- The Terry Kath Experience (2015, dokumentarni film)[219][220]

## Nagrade in priznanja
| Leto | Kategorija                            | Rezultat  | Sklic  |
| ---- | ------------------------------------- | --------- | ------ |
| 1977 | Najbolj priljubljena pop/rock skupina | Osvojil/a | [ 61 ] |
| 1986 | Najbolj priljubljena pop/rock skupina | Osvojil/a | [ 61 ] |

| Leto | Kategorija                                     | Delo                                              | Nagrajenec/Nominiranec                 | Rezultat    | Sklic                   |
| ---- | ---------------------------------------------- | ------------------------------------------------- | -------------------------------------- | ----------- | ----------------------- |
| 1970 | Najboljši novi izvajalec leta (1969)           |                                                   | Chicago                                | nominiran/a | [ 22 ]                  |
| 1971 | Album leta                                     | Chicago                                           | Chicago                                | nominiran/a | [ 22 ] [ 221 ]          |
| 1971 | Vokalna pop izvedba                            | Chicago                                           | Chicago                                | nominiran/a | [ 22 ] [ 221 ]          |
| 1971 | Najboljša naslovnica albuma                    | Chicago                                           | John Berg & Nick Fasciano              | nominiran/a | [ 221 ]                 |
| 1974 | Najboljša naslovnica albuma                    | Chicago VI                                        | John Berg                              | nominiran/a | [ 222 ]                 |
| 1977 | Album leta                                     | Chicago X                                         | Chicago                                | nominiran/a | [ 22 ] [ 223 ]          |
| 1977 | Posnetek leta                                  | »If You Leave Me Now«                             | Chicago                                | nominiran/a | [ 22 ] [ 223 ]          |
| 1977 | Najboljša naslovnica albuma                    | Chicago X                                         | John Berg                              | Osvojil/a   | [ 223 ]                 |
| 1977 | Najboljši instrumentalni in vokalni aranžma    | »If You Leave Me Now«                             | James William Guercio & Jimmie Haskell | Osvojil/a   | [ 54 ]                  |
| 1977 | Najboljša vokalna pop izvedba skupine          | »If You Leave Me Now«                             | Chicago                                | Osvojil/a   | [ 22 ] [ 223 ]          |
| 1980 | Najboljša naslovnica albuma                    | Chicago 13                                        | Tony Lane                              | nominiran/a | [ 224 ]                 |
| 1981 | Najboljša naslovnica albuma                    | Chicago XIV                                       | John Berg                              | nominiran/a | [ 225 ]                 |
| 1983 | Najboljša vokalna pop izvedba                  | »Hard to Say I'm Sorry«                           | Chicago                                | nominiran/a | [ 22 ] [ 226 ]          |
| 1985 | Posnetek leta                                  | »Hard Habit to Break«                             | Chicago                                | nominiran/a | [ 22 ] [ 227 ]          |
| 1985 | Najboljša vokalna pop izvedba skupine          | »Hard Habit to Break«                             | Chicago                                | nominiran/a | [ 22 ]                  |
| 1985 | Najboljši neklasični inženirani album          | Chicago 17                                        | Humberto Gatica                        | Osvojil/a   | [ 54 ]                  |
| 1985 | Najboljši spremljevalni instrumentalni aranžma | »Hard Habit to Break«                             | David Foster & Jeremy Lubbock          | Osvojil/a   | [ 54 ]                  |
| 1985 | Najboljši vokalni aranžma za več glasov        | »Hard Habit to Break«                             | David Foster & Peter Cetera            | nominiran/a | [ 228 ] [ 229 ] [ 230 ] |
| 1986 | Album leta                                     | We Are The World-USA For Africa/The Album (Album) | Chicago & ostali izvajalci albuma      | nominiran/a | [ 22 ]                  |
| 2014 | Grammy Hall of Fame                            | The Chicago Transit Authority                     |                                        | Inductee    | [ 231 ]                 |

Billboardove nagrade
- 1971: Top Album Artist[232]
- 1971: Top Album Group[233]
- 1971: Trendsetter Award (za rekord v Carnegie Hallu)[36]

Playboyjeve nagrade
- 1971: Anketa bralcev All-Star: Best Instrumental Combo, Playboy Jazz & Pop anketa[234][235][236][237]
- 1971: Best Small-Combo LP: Chicago, Playboy Jazz & Pop anketa[234]
- 1972: Anketa bralcev All-Star: Best Instrumental Combo, Playboy Jazz & Pop anketa[238][239][237]
- 1973: Anketa glasbenikov All-Star: Best Instrumental Combo, Playboy Jazz & Pop anketa[240]
- 1973: Anketa bralcev All-Star: Best Instrumental Combo, Playboy Jazz & Pop anketa[240][237]
- 1973: Best Small-Combo LP: Chicago V, Playboy Jazz & Pop anketa[240][237]

Ostala priznanja
- 1976: City of Chicago Medal of Merit (najvišje civilno mestno priznanje)[19][241][242]
- 1976: Prvi platinasti album založbe Columbia Records, nagrajen s Cartierjevo 25-funtno tablico iz čiste platine[59][60]
- 1987: American Video Award, Best Cinematography, »25 or 6 to 4« (Bobby Byrne)[243]
- 1992: Zvezda na Hollywoodski aleji slavnih za glasbene dosežke, locirana na 6400 Hollywood Boulevard[107][244]
- 2016: Sprejetje v Hram slavnih rokenrola[245][246]
- 2017: Hram slavnih tekstopiscev: James Pankow in Robert Lamm (sprejeta), Peter Cetera (izbran, ni bil sprejet)[247]